# Sacramento (Kalifornia)
Sacramento Kalifornia amerikai állam fővárosa, Sacramento megye székhelye.
A kaliforniai Központi-völgyben helyezkedik el. Kalifornia  állam hetedik legnépesebb városa. 2007-ben a város lakossága
467 343 fő volt.
A város a négy megyéből álló (El Dorado, Placer, Sacramento és Yolo) agglomerációs terület gazdasági és kulturális központja.
2 042 283 főt számláló agglomerációja a legnagyobb a  Központi-völgyben és a negyedik legnagyobb Kalifornia államban Los Angeles-Orange megye, San Francisco (Bay Area), és  San Diego agglomerációja után.

## Éghajlat
Éghajlata mediterrán, San Franciscóéhoz hasonló.

## Népesség
| Lakosok száma | 466 488 | 485 199 | 524 943 |
|               | 2010    | 2014    | 2020    |